# Shahbaz Bhatti

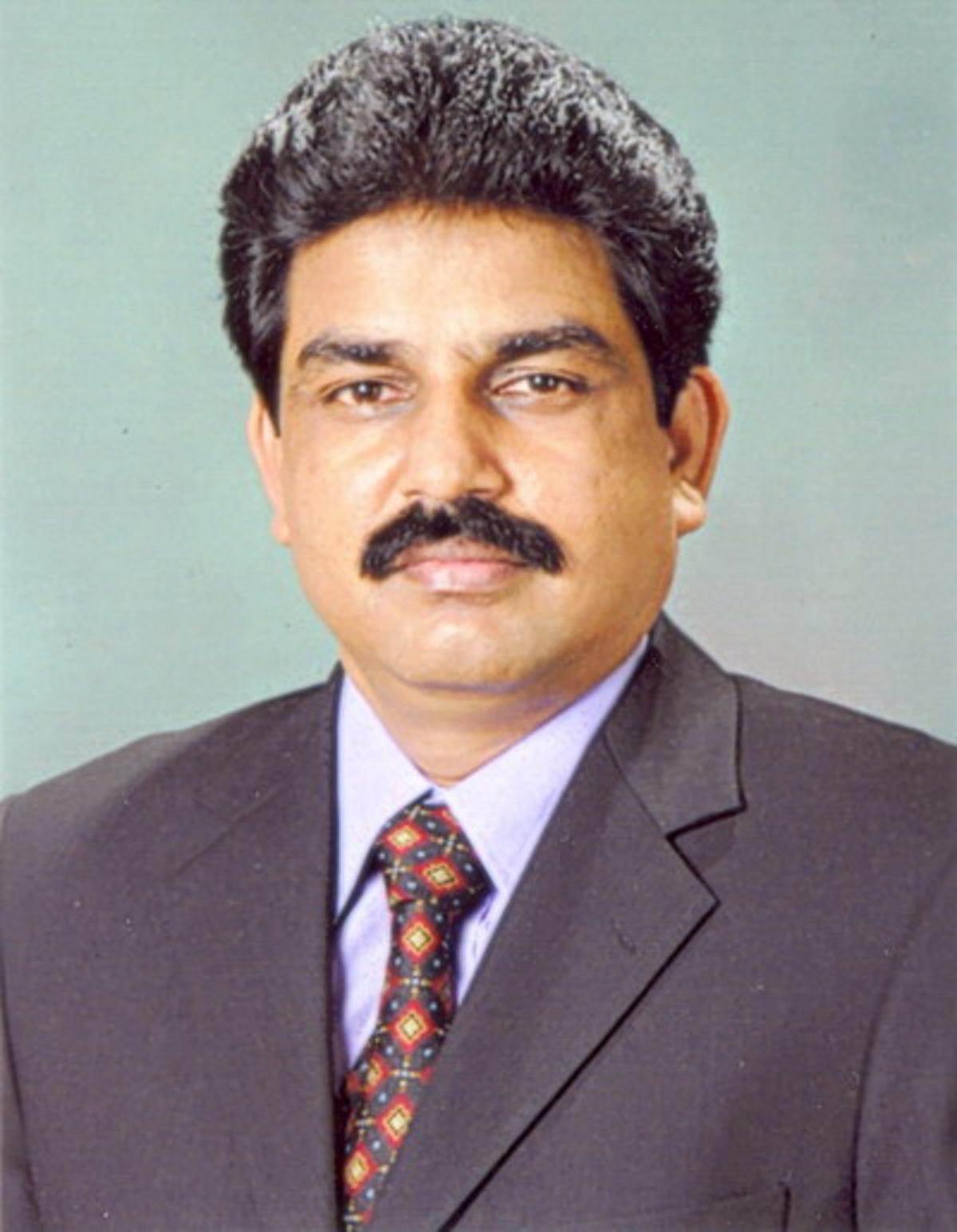
Shahbaz Bhatti (2008)

Clement Shahbaz Bhatti (Urdu شہباز بھٹی; * 9. September 1968 in Lahore; † 2. März 2011 in Islamabad) war ein pakistanischer Politiker aus Panjab. Als erster Christ wurde er Minister für Minderheiten, aber zwei Jahre später wegen seines Einsatzes für mehr religiöse Toleranz von einer Splittergruppe der Tehrik-i-Taliban Pakistan (TTP) ermordet.

## Leben
Shahbaz Bhatti kam als eines von sechs Kindern in einer katholischen Familie auf die Welt, sein Vater Jacob Bhatti hatte in der Armee gedient und später als Lehrer gearbeitet. Shahbaz studierte Jus an der Universität Faisalabad und später in Lahore. Geprägt von der toleranten Religionspolitik unter Premierminister Ali Bhutto, arbeitete er u. a. für kulturelle Initiativen der christlichen Minderheit Pakistans (ca. drei Millionen). Als nach dem Putsch von Zia-ul-Haq streng islamische Gesetze erlassen und mehrere christliche Dörfer sowie drei Kirchen von Extremisten angezündet wurden, gründete er 1985 in Faisalabad die Christian Liberation Front (CLF). Sie wurde bald auch in weiteren Städten aktiv und begann mit anderen unterdrückten Minderheiten zu kooperieren. Bhatti förderte auch ein jährliches, christlich-kulturelles Festival, auf das aber 2008 ein Sprengstoff-Attentat verübt wurde, und eine Hilfsorganisation für politische Gefangene.

## Politik für die Minderheiten
Um 1990 gründete Bhatti zusammen mit Organisationen der Christen, Hindus, Sikhs und Bahai die All Pakistan Minorities Alliance (APMA) und war deren langjähriger Vorsitzender. Er engagierte sich für ein faires Miteinander von Christen und Hindus sowie Sikhs und Parsen sowie deren Aktivitäten gegen die islamistischen Hadood Ordinances. Shahbaz Bhatti war Mitglied der Pakistanischen Volkspartei (PPP).
Der Politiker war seit 2008 Abgeordneter und vom 2. November 2008 bis zu seinem Tod Minister für Minderheiten in der Regierung von Präsident Asif Ali Zardari. Er war der erste Katholik, der ein Ministeramt in Pakistan bekleidete, und einziger Christ im Kabinett Zardari.
Shahbaz Bhatti erhielt mehrere Morddrohungen, nachdem er für eine Reform des seit 1986 bestehenden, oft gegen Christen angewandten Blasphemie-Gesetzes votierte. Dennoch gelang es ihm, 46 von 87 Senatoren davon zu überzeugen, doch wäre eine Zweidrittelmehrheit erforderlich gewesen. Außerdem hatte er sich wiederholt für die wegen angeblicher Blasphemie zum Tode verurteilte Asia Bibi eingesetzt. Am 2. März 2011 wurde Shahbaz Bhatti in Islamabad auf dem Weg zur Arbeit im Auto von Terroristen erschossen. Zur Tat bekannte sich die „Tehrik Taliban Fidayan Mohammad Punjab“, eine Untergruppe von Tehrik-i-Taliban Pakistan aus der Provinz Punjab. Die Attentäter wurden nie ermittelt.
Zwei Monate zuvor war auch der liberale Politiker Salman Taseer aus denselben Gründen ermordet worden. Sein Mörder stellte sich, wurde zum Tode verurteilt und hingerichtet, wird aber von islamistischen Kreisen als Held betrachtet.

## Auszeichnungen
Shahbaz Bhatti erhielt mehrere Ehrungen. Im Jahre 2004 wurde Bhatti mit dem International Religious Freedom Award in Finnland ausgezeichnet.
Mit dem Shahbaz-Bhatti-Freiheitspreis soll daran erinnert werden, dass er sich für die Rechte aller Minderheiten einsetzte. Papst Franziskus wurde er 2014 verliehen.
In Islamabad ist die Gründung einer Universität geplant, die nach Shahbaz Bhatti benannt werden soll.
Als Schutzherr der pakistanischen Minderheiten wird Bhatti vielfach als Märtyrer verehrt. Die Bischöfe des Landes haben in Rom seine Heiligsprechung beantragt. Am 2. März 2016, dem fünften Jahrestag von Bhattis Ermordung, eröffnete die Diözese von Islamabad seinen Seligsprechungsprozess.